# 矢部彩女
矢部 彩女（やべ あやめ、女性、1993年7月14日 - ）は、日本の元プロレスラー。本名：樋口 あやめ（ひぐち あやめ）。身長164cm、体重50kg。長野県出身。

## 所属
- 信州プロレス（2011年 - 2014年）
- 信州ガールズプロレスリング（2013年 - 2014年）

## 来歴・戦歴
須坂商業高校2年だった2011年3月、「銀座通り春まつり」に信州プロレスを招き、リングで試合をしたことがきっかけで、信州プロレス女子部に参加。当時のリングネームは「Ayame」または「Emaya」で信州ガールズデビュー後も信州プロレス参戦時のリングネームであった。
2012年5月に長野市のビッグハットで開かれた「無茶フェス2012 in ビッグハット」に参戦したアイスリボンの選手を目の当たりにし、「もっとプロレスに深く本気で関わりたい」と決意。そこで信州プロレスはアイスリボンと業務提携を結び信州ガールズプロレスリングを設立。練習生第1号となった。平日は信州プロレスで練習、週末や長期の休みにアイスリボン道場で合宿。
2013年
- 8月31日、アイスリボン道場マッチにて世羅りさとエキシビションを行うが、デビューを決定付ける内容ならず、世羅の責任下で練習を積むことになった[2]。
- 9月8日、松本市総合体育館における信州プロレス「無茶フェス in 松本」で行われた信州ガールズ旗揚げ戦で世羅とエキシビションを行い、急遽世羅とデビュー戦が組まれたがスイング式バッグフリップに屈する[3]。
- 9月28日、デビュー後初となるアイスリボン道場マッチにて世羅と再戦するが、セラリズムバスターで敗れる[4]。

2014年
- 3月11日、引退を発表。今後は信州プロレスのスタッフとして活動する予定。